# Estádio Municipal Luiz Viana Filho
Estádio Municipal Luiz Viana Filho – stadion piłkarski w Itabuna, w stanie Bahia (Brazylia) na którym swoje mecze rozgrywa klub Itabuna Esporte Clube.
Pierwszy gol: Dery (Itabuna)